# Miguel Layún
Miguel Layún (* 25. Juni 1988 in Córdoba) ist ein ehemaliger mexikanischer Fußballspieler mit libanesisch-spanischen Wurzeln, der zu Beginn seiner Laufbahn vorwiegend im defensiven Mittelfeld agierte und zuletzt meist in der Abwehr eingesetzt wurde.

## Leben
Layún begann seine Profikarriere in der Apertura 2006 bei den Gallos Blancos de Querétaro, für die er in dieser Halbsaison allerdings nicht zum Einsatz kam. In der Clausura 2007 (der Rückrunde derselben Saison 2006/07) stand er im Kader der Tiburones Rojos Veracruz, für die er sein Debüt in der Primera División am 28. April 2007 in einem Heimspiel gegen Necaxa (1:1) bestritt. Als Veracruz am Ende der Saison 2007/08 in die zweitklassige Primera División 'A' abstieg, blieb Layún noch eine Saison bei den Tiburones Rojos.
Im Sommer 2009 wechselte Layún zu Atalanta Bergamo in die Serie A. Mit seiner Einwechslung in das Ligaspiel am 27. September 2009 bei Chievo Verona (1:1) war Layún der erste Mexikaner, der in einem Spiel der italienischen Serie A zum Einsatz kam.
Im Winter 2009/10 ging er zurück in sein Heimatland und steht seither beim Hauptstadtverein Club América unter Vertrag. Mit den Americanistas gewann er die Meisterschaften der Clausura 2013 und der Apertura 2014. Im Auswärtsspiel bei Santos Laguna am 26. September 2014 erzielte Layún alle vier Tore zum 4:1-Sieg der Americanistas.
Zur Saison 2014/2015 wechselte Layún zum englischen Zweitligisten FC Watford, mit dem er in die Premier League aufstieg. Ende August 2015 wechselte er auf Leihbasis zum FC Porto.
Am 30. Januar 2018 wechselte er auf Leihbasis zum FC Sevilla in die Primera División. Im Juli 2018 wechselte er zum FC Villarreal.
Im Januar 2019 wechselte er zu CF Monterrey in die Liga MX.
Im Juni 2021 unterschrieb er bei Club América. Zum Ende des Jahres 2023 bestritt er dort sein letztes Pflichtspiel als Profi.
Sein Debüt für die mexikanische Nationalmannschaft feierte er am 11. Juli 2013 in einem Spiel des CONCACAF Gold Cup 2013 gegen Kanada, das 2:0 gewonnen wurde.

## Erfolge
- CONCACAF Gold Cup: 2015
- Mexikanischer Meister: Clausura 2013